# 板橋駅 (安徽省)
板橋駅（はんきょうえき、中国語: 板桥站、英語:	Banqiao Railway Station）は中華人民共和国安徽省滁州市鳳陽県板橋鎮にある、中国鉄路総公司（CR）の駅である。

## 隣の駅
中国鉄路総公司
京滬線
鳳陽駅 - 板橋駅 - 小渓河駅